# Your Future Our Clutter
Your Future Our Clutter — двадцать восьмой студийный альбом британской рок-группы The Fall, выпущенный в Британии 25 апреля 2010 года независимым лейблом Domino Records.

## Об альбоме
Your Future Our Clutter, записывавшися в студиях The Chairworks (Кастлфорд) и Elevator Studios (Ливерпуль), в пресс-релизе характеризовался как «самый яростный, авангардный, сотрясающе-лучший». Вплоть до самого выхода альбома она был известен под своим рабочим названием Our Future Your Clutter.
Как и над предыдущим альбомом, Imperial Wax Solvent, здесь в студии работала группа в составе: вокалист и автор песен Марк Э. Смит, его жена Елена Поулоу Смит (клавишные), Дэйв «Орёл» Спёрр (англ. Dave 'The Eagle' Spurr, бас-гитара), Питер Гринэвей (англ. Peter Greenway, гитара) и Кейрон Меллинг (англ. Keiron Melling, ударные), а также продюсерский тандем: Марк Э. Смит и Росс Ортон. Альбом поднялся в UK Album Charts до #38.

## Список композиций
1. «O.F.Y.C. Showcase» (Smith) — 5:49
2. «Bury Pts. 1 + 3» (Smith / Spurr) — 6:36
3. «Mexico Wax Solvent» (Greenway / Smith) — 6:14
4. «Cowboy George» (Greenway / Poulou / Smith) — 5:42
5. «Hot Cake» (Smith / Spurr) — 3:18
6. «Y.F.O.C.» / «Slippy Floor» (Greenway / Melling / Poulou / Smith) — 7:42
7. «Chino» (Smith / Spurr) — 5:20
8. «Funnel of Love» (McCoy / Westberry) — 2:55
9. «Weather Report 2» (Poulou / Smith) — 6:35[1]